# I. e. 257
Évszázadok: i. e. 4. század – i. e. 3. század – i. e. 2. század
Évtizedek: i. e. 300-as évek – i. e. 290-es évek – i. e. 280-as évek – i. e. 270-es évek – i. e. 260-as évek – i. e. 250-es évek – i. e. 240-es évek – i. e. 230-as évek – i. e. 220-as évek – i. e. 210-es évek – i. e. 200-as évek
Évek: i. e. 262 – i. e. 261 – i. e. 260 – i. e. 259 –  i. e. 258 – i. e. 257 – i. e. 256 – i. e. 255 – i. e. 254 – i. e. 253 – i. e. 252

## Események

### Itália
- Rómában Caius Atilius Regulust és Cnaeus Cornelius Blasiót választják consulnak.
- Az első pun háborúban Regulus consul a tyndarisi tengeri csatában győzelmet arat a karthágóiak felett. A Szicília északkeleti partján fekvő Tyndaris addig a pun flotta bázisa volt, de a csata után római kézre került.
- Regulus ezután a Lipari-szigeteken és Máltán támadja az ottani pun erőket.

## Születések
- Büzantioni Arisztophanész, görög irodalmár

## Fordítás
- Ez a szócikk részben vagy egészben  a(z)   257 v. Chr. című német Wikipédia-szócikk ezen változatának fordításán alapul.  Az eredeti cikk szerkesztőit annak laptörténete sorolja fel. Ez a jelzés csupán a megfogalmazás eredetét és a szerzői jogokat jelzi, nem szolgál a cikkben szereplő információk forrásmegjelöléseként.